# Steve Mullings
Steve Mullings (Saint Elizabeth, 28 novembre 1982) è un ex velocista giamaicano, campione mondiale della staffetta 4×100 metri a Berlino 2009.

## Biografia
Ha iniziato la sua carriera internazionale mettendosi in luce ai Campionati panamericani juniores, dove è riuscito ad ottenere una medaglia di bronzo.
Nel 2004 si laureò campione giamaicano dei 200 m piani, ma non poté partecipare ai Giochi olimpici di Atene poiché risultò positivo al testosterone ad un test antidoping effettuato dopo i trials giamaicani, in seguito al quale fu squalificato per due anni.
Il 14 agosto 2011 risulta nuovamente positivo ad una sostanza proibita ad un test antidoping effettuato dopo i campionati nazionali giamaicani del giugno precedente ed in seguito, a causa della sua recidività, viene squalificato a vita.

## Palmarès
| Anno | Manifestazione | Sede    | Evento      | Risultato | Prestazione | Note                          |
| ---- | -------------- | ------- | ----------- | --------- | ----------- | ----------------------------- |
| 2007 | Mondiali       | Osaka   | 4×100 m     | Argento   | 37"89       | [ 5 ]                         |
| 2009 | Mondiali       | Berlino | 200 m piani | 5º        | 19"98       | Miglior prestazione personale |
| 2009 | Mondiali       | Berlino | 4×100 m     | Oro       | 37"31       | Record dei campionati         |